# Масько Богдан Миколайович
Богдан Миколайович Масько — молодший сержант Збройних сил України, учасник російсько-української війни. Герой України (2025).

## Життєпис
Під час російського вторгнення в Україну — військовослужбовець 38-ї окремої бригади морської піхоти.
Під час боїв на Херсонщині чотири рази зазнав бойових травм, але продовжував виконувати завдання. На Донеччині проводив аеророзвідку та корегував артилерійський і мінометний вогонь. Під час одного з боїв надав допомогу пораненому побратиму та допоміг транспортувати його до точки евакуації. У 2024–2025 роках за допомогою дронів знищив майже 50 окупантів.

## Нагороди
- звання Герой України з удостоєнням ордена «Золота Зірка» (14 березня 2025) — за особисту мужність і героїзм, виявлені у захисті державного суверенітету та територіальної цілісності України, самовіддане служіння Українському народові[3].
- медаль «За врятоване життя» (15 листопада 2024) — за особисту мужність, виявлену у захисті державного суверенітету та територіальної цілісності України, самовіддане виконання військового обов'язку[4].
- орден «За мужність» III ступеня (4 липня 2024) — за особисту мужність, виявлену у захисті державного суверенітету та територіальної цілісності України, самовіддане виконання військового обов'язку[5].